# Bullet Train
Pour les articles homonymes, voir Train à grande vitesse (homonymie) et Train (homonymie).
Pour plus de détails, voir Fiche technique et Distribution.
Bullet Train, ou Train à grande vitesse au Québec, est un film américano-japonais réalisé par David Leitch et sorti en 2022.
Il s'agit de l'adaptation du roman Maria Beetle de Kōtarō Isaka.
Le film suit un homme surnommé « Coccinelle » qui est en plein changement de vie et se pose des questions existentielles sur son « métier » de tueur à gages. Coccinelle remplace Carver pour une mission gérée par sa référente, Maria Beetle. Dans le train à grande vitesse (Shinkansen) voyageant entre Tokyo et Kyoto, il doit s'emparer d'une mystérieuse valise puis descendre au prochain arrêt du Bullet train. De leur côté, « Citron » et « Mandarine », deux autres tueurs, doivent ramener un jeune homme, récemment enlevé, auprès de son père. Mais rien ne se passe comme prévu avec l'arrivée d'autres tueurs comme « le Loup » et « le Frelon », la présence d'une mystérieuse adolescente ou encore celle d'un serpent boomslang très venimeux. Tous se demandent qui va en sortir vivant et ce qui les attend à la gare de Kyoto.

## Synopsis
À Tokyo, dans une chambre d'hôpital, un homme surnommé « le Père » (Andrew Koji) se morfond devant son fils Wataru, couché inconscient dans le lit. À la télévision les informations annoncent qu'un boomslang, serpent extrêmement venimeux, a été volé la veille au soir au zoo. Sur le sol près du lit, le Père ramasse un papier froissé. Wataru est tombé au sol, poussé d'un toit. « l'Ancien » (Hiroyuki Sanada), père du Père, entre dans la chambre et reproche à son fils de ne pas avoir protégé son petit-fils. Le Père s'en va. Il prend un pistolet.
« Coccinelle » (Brad Pitt) tueur à gages, se considérant malchanceux, voulant moraliser sa vie, suivant une psychothérapie, marche dans la rue. Sa supérieure, Maria Beetle. Il lui téléphone pour lui confier une mission : remplacer son collègue Carver qui est malade. Il se rend à la gare, où le Père le bouscule, Coccinelle perd la clé de sa consigne et son billet de train. Coccinelle récupère une partie de son matériel dans sa consigne et décide de ne pas prendre de pistolet. Le Père monte dans un train à grande vitesse Shinkansen « Bullet Train » à destination de Kyoto. Les arrêts en gare durent une minute. Coccinelle monte dans le train au dernier moment. « Citron » (Brian Tyree Henry) et « Mandarine » (Aaron Taylor-Johnson) y sont déjà assis. Coccinelle doit trouver une mallette métallique remplie d'argent. Le contrôleur (Masi Oka) l'intercepte, Coccinelle n'a que le reçu de son ticket de train. Le contrôleur lui ordonne de descendre au prochain arrêt. Le papier que le Père a ramassé dans la chambre d'hôpital est un message écrit par la personne qui à poussé son fils. Elle a inscrit le siège où elle est assise. Le Père approche, braque son pistolet, retient son geste et s'excuse en voyant que c'est une adolescente habillée en écolière (Joey King). Alors qu'il va s'éloigner, elle lui applique une décharge avec un pistolet à impulsion électrique, il s'écroule assommé. Coccinelle trouve facilement la mallette et s'en empare. Citron et Mandarine sont un duo de tueurs professionnels qui escortent le fils (Logan Lerman) de « la Mort blanche ». Citron est amateur du dessin animé Thomas et ses amis qui, selon lui, aide à voir ce que les gens sont réellement grâce à ses personnages. Ils ont tué 17 personnes pour le libérer d'une triade qui l'avait enlevé et demandait une rançon à son père. La rançon de 10 millions de dollars est dans la mallette. Mandarine constatant que Citron n'ait pas gardé la mallette à côté d'eux, l'envoie la ramener. Un sbire de la Mort blanche téléphone à Mandarine et exige qu'ils ramènent le fils et la mallette à Kyoto. Ils constatent que la mallette a disparu. Le train s'arrête, Coccinelle satisfait, est prêt à descendre. La porte s'ouvre, sur le quai, face à lui, un homme le regarde, semble le reconnaitre, Coccinelle hésite, l'homme l'attaque.
Le Père se réveille, l'adolescente lui a attaché les mains. Elle lui dit qu'elle sait qu'il est Yuichi Kimura et qu'elle est « le Prince ». Elle le détache et lui rend son pistolet. Un tueur devant la porte de la chambre d'hôpital téléphone au Prince. Elle lui dit de tuer Wataru si elle ne téléphone pas toutes les 10 minutes ou si elle ne décroche pas. Mandarine raconte à Citron que la Mort blanche est un russe entré dans le puissant syndicat du crime japonais dirigé par Minegishi, dont il est rapidement devenu un proche conseiller, malgré les avertissements de ses fidèles. La Mort blanche a créé son propre gang, qui a attaqué celui de Minegishi, dont il a pris le contrôle en l'exécutant d'une balle dans la nuque.
Le Prince explique au Père qu'elle a besoin de lui pour abattre la Mort blanche. Coccinelle est attaqué par « le Loup », un assassin mexicain qui cherche à venger la mort de son gang et de son épouse lors de son mariage. Coccinelle y était pour une mission d'infiltration. Coccinelle se défend et tente de raisonner le Loup en vain. Le Loup lance son couteau qui ricoche sur la mallette, il le reçoit en plein cœur et meurt rapidement. Coccinelle cache la mallette dans la poubelle de la voiture-bar. Le Prince trouve la mallette cachée par Coccinelle. Elle place une bombe à l'intérieur et la replace où elle était cachée. Elle révèle au Père qu'elle a aussi piégé son pistolet, pour qu'il explose dans la main de celui qui appuie sur la détente.
Citron et Mandarine ont des problèmes : la mallette a disparu et quelqu'un a tué le fils de la Mort blanche pendant leur absence. Ils se séparent pour retrouver la mallette et le tueur mystérieux qu'ils surnomment « Diesel ». Dans le wagon silencieux, Coccinelle décide de parler à Citron. Il lui propose de lui rendre la mallette s'il le laisse descendre tranquillement du train, ce que Citron refuse. Ils se battent en essayant de faire le moins de bruit possible. Coccinelle finit par assommer Citron, verse du somnifère dans une bouteille d'eau, s'en va et se cache. Mandarine réveille Citron. Ils doivent prouver l'efficacité de leur travail lors d'un arrêt d'une minute. Ils jouent un spectacle de marionnettes avec le cadavre du fils de la Mort blanche pour échapper à ses sbires. Mandarine trouve Coccinelle et ils se battent. Mandarine reçoit un appel d'un soldat de la Mort blanche qui exige qu'il sorte sur le quai au prochain arrêt avec Citron pour prouver qu'ils ont bien la mallette. Mandarine et Coccinelle décident de faire une trêve. Le train s'arrête, Mandarine et Coccinelle sortent sur le quai, face aux soldats de la Mort blanche. Coccinelle se fait passer pour Citron, il tient une mallette ressemblant à celle convoitée. Les soldats semblent convaincus. Coccinelle compose un code au hasard, pour prouver qu'ils ne l'ont pas ouverte. Le code est justement le bon, la mallette s'ouvre, les soldats constatent ainsi que ce n'est pas la mallette demandée. Coccinelle et Mandarine ont juste le temps de remonter dans le train quand les portes se referment. Ils ont une longue conversation. Le train s'arrête à la gare suivante. Voyant que le train va redémarrer, juste avant que les portes se referment, Coccinelle éjecte par surprise Mandarine d'un coup de pied sur le quai, les portes se referment, le train repart. Mandarine, court et saute sur l'arrière du train en marche, s'agrippe, brise la vitre et bascule à l'intérieur.
Citron trouve le Prince et le Père. Le Prince joue la comédie pour faire croire à Citron qu'elle a été kidnappée par le Père. Le tueur hésite, tout en buvant la bouteille d'eau contenant le somnifère, puis tire sur le Père. Ils trainent son corps dans les toilettes. Citron comprend ensuite que le Prince est le « Diesel » du train. Il s'appète à l'abattre, mais s'endort. Elle ramasse son révolver, lui tire dessus et l'enferme dans les toilettes avec le Père. Pendant ce temps, Coccinelle étudie les documents trouvés sur le Loup. Il comprend qu'il recherchait le Frelon, une spécialiste de poisons mortels, dont celui du boomslang : la personne meurt dans les 30 secondes si elle ne reçoit pas l'antidote. Elle a utilisé ce venin au mariage du Loup pour tuer le cartel et sur le fils de la Mort blanche en toute discrétion habillée d'un costume de Momonga, une mascotte d'un dessin animé connu, auquel un wagon est dédié. Coccinelle et le Frelon se battent pour la mallette et finissent par s'injecter l'un et l'autre le venin. Attendant 30 secondes, Coccinelle s'injecte la seule dose d'antidote avant que le Frelon ne le fasse et elle meurt. Coccinelle décide d'abandonner sa mission et de descendre au prochain arrêt.
Mandarine trouve Citron dans les toilettes, lui passe autour du cou son médaillon, récupère son révolver, reçoit un appel téléphonique de la Mort blanche disant qu'il arrive avec son gang à Kyoto pour en finir une bonne fois pour toutes. Dans le train, il n'y a plus d'autre passager pour le reste du voyage. Mandarine trouve le Prince qui lui ment à nouveau, mais il découvre un autocollant de Diesel collé sur son dos et comprend que c'est elle qui a abattu Citron. Il s'apprête à l'abattre, Coccinelle entre dans le wagon, elle le supplie de l'aider, Mandarine et Coccinelle se battent, un coup de feu retentit, Mandarine reçoit la balle dans le cou et meurt rapidement. Le Prince demande à Coccinelle de la protéger. Il lui dit qu'ils vont descendre au prochain arrêt et disparaître. Quand le train s'arrête, Coccinelle descend sur le quai enneigé. Il n'y a qu'un homme mystérieux qui attend pour monter. Coccinelle dit au Prince de se dépêcher de descendre avant que la train redémarre. Le Prince prétend que son sac à dos est coincé et refuse de l'abandonner, Coccinelle remonte donc dans le train quand les portes se referment.
Le train arrive à la gare de Kyoto où attend la Mort blanche. Il monte dans le train et se retrouve face au Prince, qui se révèle être sa fille qu'il a reniée pendant des années. Celle-ci tente en vain de le piéger, mais celui-ci lui prend simplement son pistolet truqué sans tirer, car elle ne fait pas partie de son plan. En trouvant Coccinelle avec la mallette, la Mort blanche lui explique que son plan était une vengeance : Une de ses équipes a été tuée en Bolivie par Citron et Mandarine, tandis que sa femme, en route pour chercher son fils à Tokyo, a un accident de voiture causé par Carver et décèdera à l'hôpital car le meilleur médecin cardiologue de la mafia qui aurait pu la sauver est décédé deux jours plus tôt à cause du venin du Frelon. Attristé par la perte de sa femme, il a appelé les Jumeaux pour récupérer son fils pour que le Frelon puisse le tuer en toute discrétion et récupérer l'argent, tandis qu'il envoie le Loup se venger d'elle tout en sachant qu'il mourra par son venin. Son plan était que tout le monde s'entretue dans le train, et tue ensuite Carver à l'arrivée, mais il ignore que l'agent prévu dans le train est remplacé à la dernière minute par Coccinelle. A ce moment-là, la mallette explose au même moment et Coccinelle retourne dans le train avec la Mort blanche.
Citron redémarre le train. L'Ancien et le Père commencent à tuer un par un les soldats du clan au katana avant de s'attaquer à la Mort blanche, tandis que Citron et Coccinelle combattent ensemble les autres soldats depuis la cabine. Citron est éjecté du train par un des soldats restants, ne laissant que Coccinelle pour stopper le train. L'Ancien et la Mort blanche se battent en duel mais la Mort blanche prend le dessus et tente de le tuer. Se rendant compte qu'il risque de perdre son père, le Père trouve une bouteille d'eau (qui est la même bouteille d'eau depuis le début du film achetée par Citron et contenant les somnifères) qu'il jette sur la Mort blanche. L'Ancien profite alors de la confusion pour donner le coup fatal à la Mort blanche. Étant donné que les commandes sont en japonais, Coccinelle ne comprend rien et finit par faire dérailler le train dans un village.
Après le déraillement, au milieu des décombres, la Mort blanche trouve Coccinelle et s'apprête à l'abattre avec le pistolet du Père piégé par le Prince, ce qui le décapite partiellement. Les derniers survivants Coccinelle, l'Ancien et le Père voient que le Prince est toujours en vie. Alors qu'elle est armée d'une  mitraillette prête à ouvrir le feu, elle est écrasée par un camion. L'Ancien et le Père disent au revoir à Coccinelle et s'en vont. Coccinelle est récupéré par Maria, sa cheffe, et les deux s'en vont face au soleil. Coccinelle, inspiré par les paroles de l'Ancien, commence une conversation sur le destin.
Scène inter-générique
Dix minutes plus tôt, Citron tombe du train dans une rivière, ramasse l'arme du mafieux tombé avec lui et l'abat. Il arrête une fourgonnette transportant des mandarines, s'en empare et fonce à Kyoto. Il percute et écrase le Prince et s'en réjouit.

## Fiche technique
Sauf indication contraire, les informations mentionnées dans cette section peuvent être confirmées par la base de données cinématographiques IMDb,  présente dans la section « Liens externes ».
- Titre original : Bullet Train
- Titre québécois : Train à grande vitesse
- Réalisation : David Leitch
- Scénario : Zak Olkewicz, d'après le roman Bullet train de Kōtarō Isaka[1]
- Musique : Dominic Lewis
- Direction artistique : Richard Bloom, Chris Farmer et Nicolas Plotquin
- Décors : David Scheunemann
- Costumes : Sarah Evelyn
- Photographie : Jonathan Sela
- Montage : Elisabet Ronaldsdottir
- Production : Antoine Fuqua, David Leitch et Kelly McCormick
- Production déléguée : Brittany Morrissey, Brent O'Connor, Ryōsuke Saegusa, Kat Samick et Yuma Terada
- Sociétés de production : 87North Productions, Hill District Media, Columbia Pictures et CTB
- Société de distribution : Sony Pictures Entertainment
- Budget : 85 900 000 $ (estimation)
- Pays de production :  Japon,  États-Unis
- Langues originales : anglais et japonais, plus secondairement russe et espagnol
- Format : couleur
- Genres : comédie, action
- Durée : 127 minutes
- Dates de sortie :
  - France : 18 juillet 2022 (Paris)[2] ; 3 août 2022 (sortie nationale)
  - États-Unis : 1er août 2022 (première à Los Angeles)[3] ; 5 août 2022 (sortie nationale)
  - Belgique : 3 août 2022
  - Suisse romande : 4 août 2022
- Classification[4] :
  - États-Unis : R
  - France : interdit aux moins de 12 ans lors de sa sortie en salles

## Distribution
Sauf indication contraire, les informations mentionnées dans cette section peuvent être confirmées par la base de données cinématographiques IMDb,  présente dans la section « Liens externes ».
- Brad Pitt (VF : Jean-Pierre Michaël ; VQ : Alain Zouvi) : « Coccinelle »[N 1], tueur à gages, se considérant malchanceux, voulant moraliser sa vie, suivant une psychothérapie
- Joey King (VF : Lou Howard ; VQ : Ludivine Reding) : « le Prince »
- Aaron Taylor-Johnson (VF : Jean-Christophe Dollé ; VQ : Xavier Dolan) : « Mandarine »[N 2], tueur à gages
- Brian Tyree Henry (VF : Baptiste Marc ; VQ : Fayolle Jean Jr.) : « Citron »[N 3], tueur à gages, frère jumeau de « Mandarine »
- Andrew Koji (VF : Stéphane Fourreau) : Yuichi Kimura, « le Père »[N 4], manipulé par « le Prince »
- Hiroyuki Sanada (VF : Akihiro Nishida ; VQ : Christian Perrault) : Jin Kimura, « l'Ancien »[N 5], père de Yuichi
  - Yoshi Sudarso : Jin Kimura jeune
- Michael Shannon (VF : David Krüger ; VQ : Louis-Philippe Dandenault) : « la Mort blanche »[N 6], russe chef d'un puissant syndicat du crime japonais, père du « Prince »
- Bad Bunny (VF : Emmanuel Garijo) : « le Loup »[N 7], assassin chef de gang mexicain, veuf
- Sandra Bullock (VF : Françoise Cadol ; VQ : Hélène Mondoux) : Maria Beetle, supérieure et référente de Coccinelle
- Zazie Beetz (VF : Fily Keita) : « le Frelon »[N 8], tueuse à gages empoisonneuse
- Logan Lerman (VF : Alexis Gilot) : « le Fils »[N 9], fils de la Mort blanche
- Masi Oka : le contrôleur du train
- Karen Fukuhara : Kayda Izumi, employée du train, vendeuse au chariot bar
- Pasha D. Lychnikoff : Alexei Ilyin, un homme de main de la Mort blanche
- David Leitch : Jeff Zufelt, la victime collatérale de Mandarine et Citron (caméo)
- Channing Tatum (VF : Adrien Antoine ; VQ : Jean-François Beaupré) : passager du train que Coccinelle paie pour qu'il porte ses vêtements pour tromper Mandarine (non crédité)
- Ryan Reynolds : Carver, tueur à gages (caméo, non crédité)
- Emelina Adams (en) : Angelina Young
- Minchi Murakami : le gardien du zoo
- Kaori Taketani : Asami Akiyama, la journaliste du journal télévisé
- Nobuaki Shimamoto : Minegishi, dirigeant d'un puissant syndicat du crime japonais, chef de « la mort blanche », exécuté par lui

## Production

### Genèse et développement
En juin 2020, il est annoncé que Sony Pictures Entertainment vient d'engager le réalisateur David Leitch pour mettre en scène l'adaptation du roman Bullet train de Kōtarō Isaka.
En juillet, Brad Pitt est confirmé en tête d'affiche. En août, Joey King est ensuite annoncée dans un rôle secondaire. En septembre, c'est au tour d'Andrew Koji de rejoindre la distribution. En octobre, il est suivi d'Aaron Taylor-Johnson et Brian Tyree Henry,. En novembre, la distribution s'étoffe avec les arrivées de Zazie Beetz, Masi Oka, Michael Shannon, Logan Lerman et Hiroyuki Sanada,,,,,.
Le 12 août 2021, Sandra Bullock est annoncée en remplacement de Lady Gaga, pour qui le tournage chevauchait celui de House of Gucci.
Il est également notable[réf. nécessaire] que ce film soit basé sur le principe du fusil de Tchekhov[réf. à confirmer].

### Tournage
Le tournage débute le 16 novembre 2020, à Los Angeles et se termine en mars 2021,. Il se déroule notamment dans les Sony Pictures Studios à Culver City ainsi qu'à Tokyo.

## Musique

### Musiques préexistantes
- Stayin' Alive d'Avu-chan (en)
- Power de Siiickbrain
- I’m Forever Blowing Bubbles d'Engelbert Humperdinck
- La Despedida d'Alejandro Sanz
- My Time to Shine d'Upsahl
- Kill Me Pretty de Tamio Okuda
- Couple of Fruits de Big Fella
- Tokini wa haha no naiko no yōni de Carmen Maki
- Sweet Thang de Shuggie Otis
- Five Hundred Miles de Song For Memories
- Holding Out for a Hero (Dance Version) de Miki Asakura
- Sukiyaki de Kyū Sakamoto
- I Just Want To Celebrate de Rare Earth

### Bande originale
La musique du film est composée par le Britannique Dominic Lewis.

#### Liste des titres
1. The White Death
2. All Aboard
3. Prince
4. A Modern Plague
5. Royally f#*ked
6. MacGyver
7. Yuichi
8. Toilet Talk
9. Tang Fight
10. Daddy Issues
11. Fructose Overdose
12. The Hornet Stings
13. Bubbles
14. You’re the Diesel
15. Backpack
16. Polythene Pam
17. Tentomushi
18. Kyoto Eki
19. Dochka
20. Mr. Death
21. Anuvva Bruvva
22. Make or Brake
23. Not Carver
24. Fate

## Accueil

### Sortie
Le film devait initialement sortir aux États-Unis le 8 avril 2022. La première mondiale a finalement lieu le 18 juillet 2022 au Grand Rex à Paris et le film sort en salles le 3 août en France et le 5 août aux États-Unis.
Le 28 février 2022, Sony annonce que le film ne sortira pas dans les salles en Russie en raison de la « crise humanitaire tragique ».
Le film est sélectionné lors du festival international du film de Locarno 2022, dans la section Piazza Grande.

### Accueil critique

#### Amérique du Nord
Le film reçoit des critiques mitigées. Sur l'agrégateur américain Rotten Tomatoes, il récolte 54% d'opinions favorables pour 313 critiques. Sur Metacritic, il obtient une note moyenne de 49⁄100 pour 61 critiques.

#### France
En France, le film obtient une note moyenne de 3,2⁄5 sur le site AlloCiné, qui recense vingt-cinq titres de presse.
Pour la critique de 20 Minutes, « Bullet Train n’a pas d’autre destination que l’amusement du public qu’il mène à bon port à grand renfort d’éclats de rire et de décharges d’adrénaline. ». Le Parisien parle d'un film « décoiffant entre humour et violence. ». Pour la section Culture de FranceInfo, la critique décrit Bullet Train comme d'un film où « malgré certaines longueurs, [le film] nous tient en haleine jusqu'à la fin grâce aux nombreuses scènes de combat (qui peuvent parfois être assez violentes) et aux différents gags qui rythment le film. Un humour noir qui se mêle parfaitement à l'agressivité de ces criminels qui amène une sorte de légèreté à l'action des personnages. (...) Le tout, sans jamais s'ennuyer (ou presque). ». La critique des Inrockuptibles félicite « ce jouissif Grand Huit en huis clos, David Leitch signe son meilleur film et démontre avec la manière que la comédie à grand spectacle existe encore en dehors des franchises. ».
Plus nuancé, voire déçu dans certains cas, La Voix du Nord résume sa pensée ainsi : « Lancé à plus de 500 km/heure, le film mêle dialogues (volontairement) abscons, scènes d’action épileptiques, ultraviolence, histoire alambiquée, second degré, musique tapageuse et personnages hauts en couleur. Un héritage direct du cinéma de Tarantino, qui frôle parfois le grand guignol mais finit par atteindre son but. C’est parfaitement divertissant, et tout aussi parfaitement vain. ».
Le Journal du geek n'est pas particulièrement tendre avec le film. Ainsi, le « long-métrage continue ainsi de prouver que David Leitch est plus un commercial qu’un réalisateur, parvenant à nous vendre une contre-façon qui mélange tout le travail des copains en s’inspirant allégrement des Tarantino, Gunn, Snyder, Rodriguez et tout [sic] ceux qui ont posé les bases de la pop-culture cinématographique moderne. Une sorte de melting pot où on a conservé les idées, mais pas le talent. », avec en résumé : « Bullet Train est un pot-au-feu de tout ce que la culture du divertissement hollywoodienne nous cuisine depuis des années. Ce n'est pas le plus indigeste, ce n'est pas le plus savoureux, mais il remplit l'estomac pendant cette période de régime estivale. Et s'il ne tient quasiment aucune de ses promesses, il a le mérite de nous offrir un Brad Pitt exalté. Et ça, c'est exaltant. ».
« Quelques effets tape-à-l'œil et une ironie embarrassante », « gloubi-boulga infernal » ou encore « dialogues ouvertement neuneus », la critique du site Ecran Large n'est pas particulièrement tendre avec le long-métrage jusqu'à ce qu'il se décide à « poser deux-trois idées cools », mais « sans jamais les traiter en profondeur ». En résumé, « feignant, et incapable d’exploiter son concept plutôt intrigant, Bullet Train est un énième film d’action Deadpoolo-tarantinesque exaspérant. Brad Pitt et David Leitch s’amusent sur quelques séquences, mais tout est plombé par son ironie, censée pallier la crétinerie d’un scénario torché par un lycéen alcoolique. ».

### Box-office
| Pays ou région        | Box-office        | Date d'arrêt du box-office | Nombre de semaines |
| --------------------- | ----------------- | -------------------------- | ------------------ |
| France                | 1 560 111 entrées | 18 octobre 2022            | 11                 |
| Total hors États-Unis | +246 990 793, USD | 28 septembre 2022          | 8                  |
| Total mondial         | +346 621 888, USD | 28 septembre 2022          | 8                  |

#### France
Pour son premier jour d'exploitation, le film, distribué dans 786 salles, attire 106 026 spectateurs et spectatrices (dont 31 044 en avant-première). Numéro 1 du box-office des nouveautés, il est suivi par la comédie française L'Année du requin et ses 17 779 entrées. Au bout d'une semaine d'exploitation, le blockbuster se positionne à la première place du box-office avec ses 460 136 tickets vendus, devant Les Minions 2 (251 426).
C'est au bout de trois semaines d'exploitation que le film dépasse le million d'entrées (1 053 962) avec 249 659 tickets supplémentaires devant Les Minions 2 et ses 199 638 billets vendus. Le long-métrage perd sa première place la semaine suivante au profit du dessin animé Tad l'explorateur et la table d'émeraude.
Arrivé en semaine 8, Bullet Train réalise 46 357 entrées supplémentaires derrière Le Visiteur du futur (59 583) et devant Tad l'explorateur et la table d'émeraude (44 274).